# Демо (телевизия)
Телевизия Демо е бивш български кабелен телевизионен канал.

## Стартиране и излъчване
Телевизията стартира през април 1997. Първите излъчвания на канала са били телевизионни дебати преди парламентарните избори от 1997. Медията излъчва в почти всички по-големи градове на страната.

## Собственост
Каналът стартира като съвместна инициатива на екологичната неправителствена организация „Хекоз клуб“ и кабелния оператор „Евроком“. След скандал сред собствениците на „Евроком“ – кабелните оператори „Уникомс“ и „Евротурсат ТВ“, те си разделят двете програми – „Евроком“ отива в ръцете на „Уникомс“, телевизия „Демо“ става притежание на „Евротурсат ТВ“, а екоформацията „Хекоз клуб“ бива отстранена. През 2002 издателят на вестник „Дума“ и оръжеен търговец Петър Манджуков закупува 95% от телевизията, а останалите 5% остават в ръцете на „Евротурсат ТВ“.

## Закриване
Още когато закупува медията, Петър Манджуков започва да планира ребрандирането ѝ. Това окончателно се случва през 2003, когато телевизия „Демо“ е спряна, а на мястото ѝ стартира ББТ.

## Предавания
- Горещи теми с водещ Катя Костова
- Аз, депутатът
- Актуална тема
- Ден на Земята
- Екип 2
- Актуална Демо Антена
- Как започнах...
- Време за ваканция с водещ Велина Димова
- В света на библията
- Трепачът с водещ Наталия Костадинова
- Пентаграм
- u75 секунди
- В трите измерения
- Улица Търговска
- Гласове от България
- За българския език
- Кому е нужно?